# Cohetes Aceleradores Sólidos (transbordador espacial)

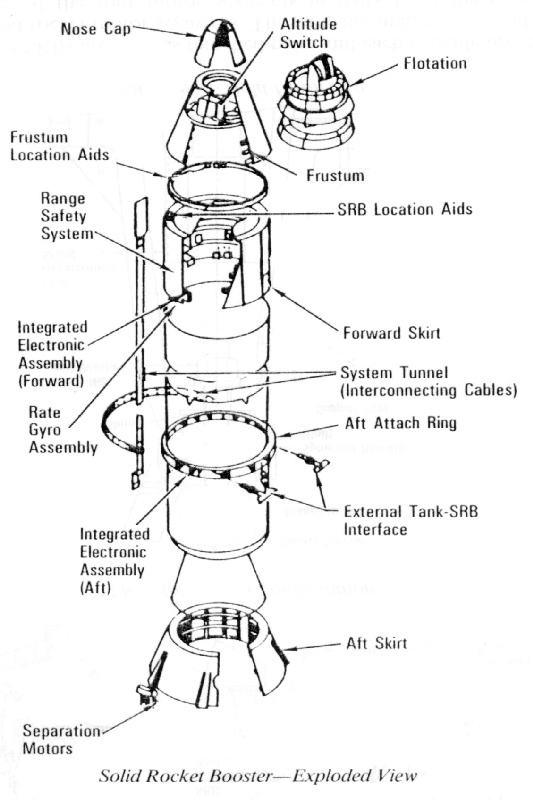
Diagrama del SRB.

Los cohetes aceleradores sólidos del transbordador espacial (SRB por sus siglas en inglés) eran un par de cohetes sólidos usados por el transbordador Espacial durante los dos primeros minutos de vuelo con motor. Estaban situados a ambos lados del tanque externo de combustible líquido convencional, de color naranja.
Durante el lanzamiento, estos potentes cohetes proporcionaban el 83% del empuje para el despegue. Cada cohete SRB producía 1,8 veces más el empuje de despegue, de uno de los cinco motores F-1, usado en la primera etapa del cohete lunar Saturno V.
Los SRB fueron los mayores cohetes de combustible sólido de la historia, y los primeros en ser usados como propulsión principal en misiones espaciales tripuladas. Los SRB usados se rescataban del océano, bajaban con paracaídas, se pulían, se reemplazaban sus partes desgastadas, se recargaban con combustible sólido y eran reutilizados durante varias misiones.

## Visión general
Ambos cohetes SRB proveían el empuje necesario con su combustible sólido, junto con los motores principales de combustible líquido convencional, para que el transbordador espacial abandonase la plataforma de lanzamiento, hasta una altitud cercana a los 45.700 metros (45,7 km). Aparte de eso, los dos SRB cargaban con el peso total del tanque externo de combustible líquido y el orbitador, y eran cargados a través de la estructura hasta la plataforma móvil de lanzamiento.
Cada cohete acelerador tenía un empuje de despegue (al nivel del mar) de aproximadamente 12,45 MN (2.800.000 lbf), y justamente después del despegue el empuje se incrementaba hasta los 13,79 MN (3.100.000 lbf).
Los cohetes SRB se encendían después de verificar el nivel correcto de empuje de los tres motores principales del transbordador espacial y su correcto funcionamiento, encendido y operación segura, logrando lanzar el transbordador a gran velocidad. Veinticinco segundos después de la separación de los SRB, tenía lugar el apogeo de los mismos a una altitud de aproximadamente 67 km (220.000 pies); se desplegaban entonces los paracaídas e impactaban en el océano a 226 km (122 millas náuticas) del lugar de despegue, en donde los dos SRB eran recuperados.
Los SRB fueron los propulsores de combustible sólido más grandes del mundo y los primeros de tal tamaño diseñados para su reutilización. Cada uno de ellos tiene 45,5 m (149.16 pies) de largo y 3,70 m (12,17 pies) de diámetro.
Cada SRB pesaba aproximadamente 590.000 kg (1.300.000 libras) en el momento del lanzamiento. Los dos SRB constituyen alrededor del 60% de la masa total durante el despegue. El combustible propulsor sólido de cada motor pesaba alrededor de 499.000 kg (1.100.000 libras). El peso inerte de cada SRB era de aproximadamente 91.000 kg (200.000 libras).
Los elementos primarios de cada uno eran el motor (incluida la carcasa, propelente, carga de ignición y la boquilla ), la estructura, los sistemas de separación, instrumental de vuelo, aviónica de recuperación, pirotecnia, sistema de desaceleración, control de empuje vectorial (TVC) y el sistema de destrucción de seguridad a distancia.
Si bien los términos "solid rocket motor" y "solid rocket booster" a menudo se utilizan indistintamente, en el uso técnico tienen significados específicos.
El primero "solid rocket motor" se aplica al propelente, carcasa, carga de ignición y la boquilla, mientras que el segundo se refiere a todo el conjunto, que incluye los paracaídas de recuperación, instrumentación electrónica, cohetes de separación, control del empuje vectorial y el sistema de destrucción de seguridad a distancia.
Cada cohete se conectaba al tanque externo en la popa del SRB por dos abrazaderas móviles en sus laterales y un acoplamiento diagonal. El extremo delantero de cada SRB se fijaba al tanque externo en el extremo delantero de la falda delantera. Sobre la plataforma de lanzamiento, cada uno de ellos también se fijaba a la plataforma móvil en la pollera de popa por medio de cuatro tuercas "frágiles" que se fracturaban por medio de explosivos durante el despegue.
Los impulsores se componían de siete segmentos de acero, fabricados por separado. Estos se montan en pares por el fabricante y a continuación son enviados al Centro Espacial Kennedy por ferrocarril para el montaje final. Los segmentos se fijaban juntos utilizando espigas circulares, horquilla, horquilla y la clavija de cierre, sellado y con tres juntas tóricas (o-rings) (antes del accidente del Challenger en 1986 se usaban dos), y masilla resistente al calor.

## Comparación del impulso específico de distintas tecnologías
| Motor                                            | Velocidad de escape efectiva (m/s) | Impulso específico (s) | Escape de la energía específica (MJ/kg) |
| ------------------------------------------------ | ---------------------------------- | ---------------------- | --------------------------------------- |
| Turbofan motor a reacción (actual V es ~300 m/s) | 29.000                             | 3.000                  | ~0,05                                   |
| Transbordador Espacial Cohete Acelerador Sólido  | 2.500                              | 250                    | 3                                       |
| Oxígeno líquido-hidrógeno líquido                | 4.400                              | 450                    | 9,7                                     |
| Propulsor iónico                                 | 29.000                             | 3.000                  | 430                                     |
| VASIMR                                           | 30.000–120.000                     | 3.000–12.000           | 1.400                                   |
| Propulsor de iones de cuadrícula de doble etapa  | 210.000                            | 21.400                 | 22.500                                  |